# Ван Цзясян
Ван Цзясян (кит. 王稼祥, также известный как Ван Цзяцян; 15 августа 1906 года — 25 января 1974 года) — китайский государственный деятель, один из основателей и руководителей Коммунистической партии Китая, член группы 28 большевиков. Выпускник Коммунистического университета трудящихся Китая. Ван занимал высокие посты в партии: во время Гражданской войны был Генеральным прокурором китайской Красной Армии, после основания Китайской Народной Республики был первым послом Китая в Советском Союзе (первым в истории послом КНР), потом работал руководителем Международного отдела КПК.

## Биография
Ван Цзясян, уроженец уезда Цзин, провинции Аньхой, родился 15 августа 1906 года в богатой семье, учился в английской миссионерской школе в Уху. В 1925 году поступил в школу при Шанхайском университете. Потом был послан учиться в СССР. В Москве поступил в Коммунистический университет трудящихся Китая имени Сунь Ятсена.

#### В группе 28 большевиков

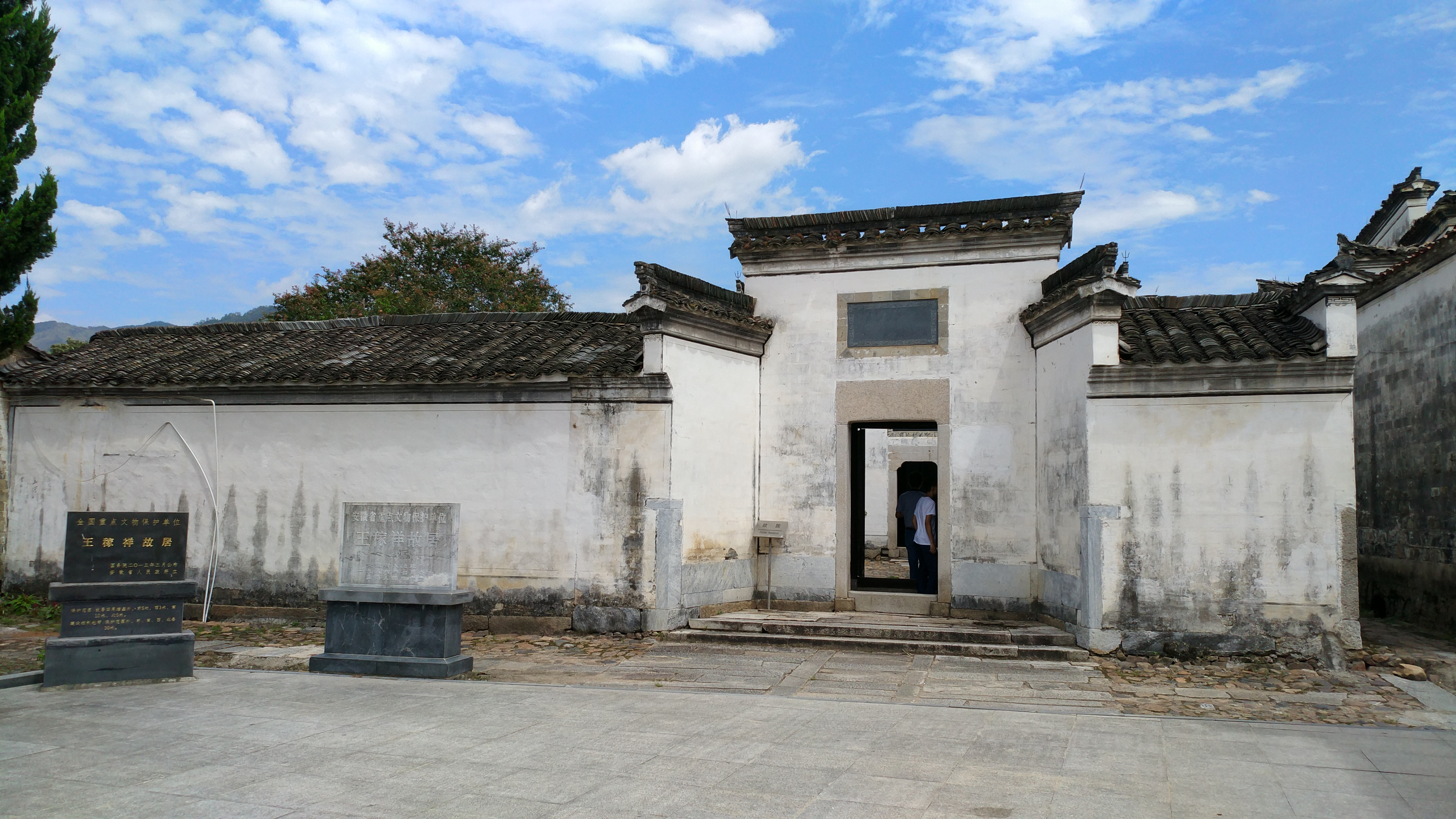
Дом в Хоу Сиань Цзин Каунти, провинции Аньхой, где родился Ван Цзясян

В Москве Ван присоединился к группе китайцев, в состав которой входили Ван Минь, Чжан Фу, Бо Гу и другие студенты. Группа получила название «28 большевиков». Члены группы горели желанием принять участие в революционных событиях в Китае.
В 1928 году, учась в Москве, Ван вступил в коммунистическую партию Китая.
При содействии Павла Александрович Мифа, руководителя Коммунистического университета трудящихся Китая, а потом представителя Коминтерна в Китае, члены 28 большевиков отправлялись в Китай на руководящие должности в КПК. Ван Цзясян уехал на родину в 1930 году. Там он был отправлен в Гонконг, стал работать сотрудником партийной газеты и главным редактором в двух журналах.
В 1937 году Ван в Москве участвовал в работе Коминтерна от КПК. Вернулся в Китай на следующий год с устным посланием Мао от Георгия Димитрова, одного из лидеров Коминтерна. Димитров поддержал лидирующие позиции Мао в партии. В ответ на это Мао отблагодарил Вана, назначив его заместителем председателя Центрального военного Комитета КПК. В эти годы в стране началась Японо-китайская война (1937—1945). Китайская Красная армия была преобразована в 8-ю армию, а Ван Цзясян был назначен начальником политотдела, заменив Чжу Дэ и Пэн Дэхуая. Одновременно он был избран членом Политбюро ЦК КПК.

#### Продвижение Мао
В 1943 году Ван стал сторонником продвижения в стране политической теории маоизма. Её целью было «уничтожить партийный субъективизм, сектантство и обновить партийные кадры». При этом Ван подвергался критике за теоретизирование без «практического опыта».
Однако Мао Цзэдун был благодарен Вану за поддержку и вспомнил об этом позднее. На седьмом съезде КПК, состоявшемся в 1945 году, Ван был выведен из рядов ЦК КПК, однако Мао обратился за поддержкой к членам ЦК и по его настоянию Ван был возвращен в ЦК партии.
В годы Гражданской войны в Китае Ван служил на северо-востоке страны в должности министра отдела пропаганды Северо-Восточного бюро КПК.
После создания в 1949 году Китайской народной Республики Ван был назначен первым китайским послом в СССР, а затем заместителем госсекретаря МИДа. В 1951 году Ван стал министром внешних связей Департамента КПК, в 1956 году на 1-м пленарном заседании 8-го национального конгресса КПК был избран в Секретариат ЦК КПК.

## Личная жизнь
Ван Цзасян был женат трижды. Первая жена (1925) была преподавателем английского языка, второй брак в России в 1928 году на русской девушке распался через год, третья жена Вана, Чжу Чжунли (1939), была медсестрой у канадского хирурга Нормана Бетьюна, который работал в 8-й армии Китая. В конце жизни Ван Цзясян писал мемуары о жене Мао Цзэдуна, Цзян Цин и о самом Мао Цзэдуне.